# 참쉬리
참쉬리(Coreoleuciscus aeruginos)는 잉어과에 속하는 민물고기로, 대한민국의 고유종이다. 소백산맥과 노령산맥의 형성으로 격리된 낙동강과 섬진강 수계에서, 한강과 금강 수계에 분포하는 쉬리와 다르게 독립적으로 진화한 것으로, 몸이 청록색을 띤다.